# Пуігсакальм (гора)
Пуігсакальм — найвища гора Каталонського Поперечного хребта, Каталонія, Іспанія. Вона має висоту 1512 метрів над рівнем моря.